# 8462 Hazelsears
8462 Hazelsears è un asteroide della fascia principale. Scoperto nel 1981, presenta un'orbita caratterizzata da un semiasse maggiore pari a 2,6118024 UA e da un'eccentricità di 0,0668318, inclinata di 2,32980° rispetto all'eclittica.